# 밀양 오연정
밀양 오연정(密陽 鼇淵亭)은 대한민국 경상남도 밀양시 교동에 있는, 조선 중기 문신인 추천 손영제가 지은 정자이다.
1995년 5월 2일 경상남도의 문화재자료 제215호 오연정으로 지정되었다가, 2018년 12월 20일 현재의 명칭으로 변경되었다.

## 개요
오연정은 조선 중기 문신인 추천 손영제가 지은 정자이다.
손영제는 이황의 제자로 학문과 정치에 대해 가르침을 받았으며, 조선 명종(재위 1545∼1567) 때 정랑을 거쳐 예안, 김재, 울산 군수 등을 지냈다.
지금 있는 건물은 1936년에 후손들이 다시 세운 것이다.

## 같이 보기
- 손성제

## 참고 문헌
- 밀양 오연정 - 국가유산청 국가유산포털
- 이 문서에는 문화재청에서 공공누리 제1유형으로 배포된 자료를 바탕으로 한 내용이 포함되어 있습니다.